# Asplundia domingensis
Asplundia domingensis är en enhjärtbladig växtart som beskrevs av Gunnar Wilhelm Harling. Asplundia domingensis ingår i släktet Asplundia och familjen Cyclanthaceae. IUCN kategoriserar arten globalt som starkt hotad. Inga underarter finns listade.